# گیلوان
گیلوان روستایی است از توابع بخش شاهرود شهرستان خلخال در استان اردبیل واقع شده است. این روستا در دهستان شال واقع است.مردم روستای گیلوان به زبان تاتی سخن می‌گویند.زبان‌های تاتی ایران از زبان‌های ایرانی شمال غربی هستند.

## موقعیت
روستای گیلوان از توابع بخش شاهرود، در ۶۵ کیلومتری جنوب شرقی خلخال قرار دارد.
ارتفاع این روستای کوهپایه‌ای از سطح دریا ۱۰۸۰ متر است و آب و هوای آن در زمستان‌ها سرد و در تابستان‌ها معتدل است. متوسط بارندگی سالیانه آن ۷۳۲ میلی‌متر گزارش شده است. گورستان باستانی روستا کشف شده در منطقه خانقاه گیلوان، نشانگر بومی بودن قوم گیلوان در این روستاست. مردم روستای گیلوان به زبان تاتی سخن می‌گویند.

## معیشت و سکونت
براساس سرشماری سال ۱۳۷۵، روستای گیلوان ۲۰۴ نفر جمعیت ساکن داشته است که در سال ۱۳۸۵ به ۱۲۰ نفر کاهش یافته است. گفتنی است در فصل تابستان جمعیت روستا به ۲۰۰۰ نفر نیز افزایش می‌یابد
اقتصاد روستای گیلوان بر پایه فعالیت‌های زراعی، باغ‌داری، دام‌داری و صنایع دستی استوار است. زراعت عمده روستا، کشت دیم است و گندم مهم‌ترین محصول دیمی آن است. توتون، ذرت، سیب‌زمینی، یونجه و لوبیا از دیگر محصولات زراعی روستاست. زردآلو، سیب، به و گلابی از محصولات باغی آن است. محصولات مهم دامی آن عبارتند از: گوشت تازه و انواع لبنیات، پرورش طیور خانگی مانند مرغ و بوقلمون نیز بین روستاییان رونق دارد.
مردم روستا به ویژه زنان، با بافت و تولید صنایع دستی مانند گلیم، جاجیم، شال و جوراب در بهبود وضعیت اقتصادی خانوار نقش مهمی ایفا می‌کنند.
معماری روستای گیلوان به دلیل استقرار در ناحیه کوهستانی، از دیگر روستاهای استان اردبیل متفاوت است. سقف خانه‌ها گلی است و درهای ورودی و پنجره‌ها، برای جلوگیری از سرما کوچک انتخاب شده‌اند. در ساخت خانه‌های قدیمی از مصالح بومی سنگ، ملات کاهگل و چوب استفاده شده است.

## جاذبه‌های گردشگری

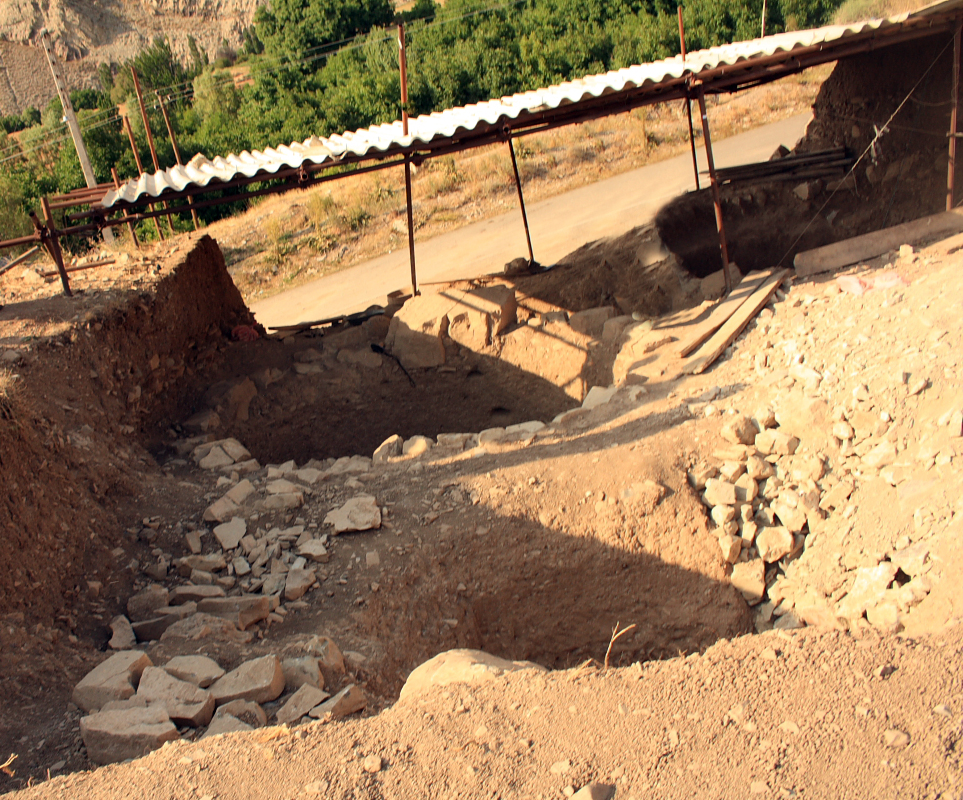
گورستان باستانی روستای گیلوان

چشم‌انداز رودخانه پرآب گیلوان، ارتفاعات پیرامون روستا، جنگل‌های انبوه و سرسبز و هوای مه‌آلود، تصویری رؤیایی پیشا روی گردشگران روستای گیلوان ترسیم می‌کند. مراتع سرسبز و مزارع طلایی گندم، گرداگرد روستای گیلوان را دربرگرفته‌اند.
باغ‌های انبوه و پربار میوه از دیگر جاذبه‌های طبیعی این روستاست. مراتع زیبای روستا همانند گردنبند زیبایی روستا را در میان گرفته‌اند و درختان میوه و مزارع گندم جاذبه‌های آن را دو چندان کرده‌اند.

## گورستان باستانی خانقاه گیلوان
در سال ۱۳۸۵ در حین خاکبرداری از جاده ماسال به خانقاه با کشف بقایای مربوط به اسکلت کاوش‌ها در این منطقه شدت گرفت فصل اول این مرحله کاوش‌ها در منطقه‌ای حدود ۱۰ در ۱۵ متر با کشف ۱۵ اسکلت آغاز شد. در حال حاضر فصل چهارم کاوش با کشف ۴ گور باستانی ادامه دارد. گورهای کشف شده متعلق به دوران مفرغ می‌باشند.
گورستان خانقاه مربوط به عصر مفرغ میانی - عصر آهن I و II - دوره اشکانیان است و در شهرستان خلخال، بخش شاهرود، دهستان شاهرود، روستای خانقاه واقع شده و این اثر در تاریخ ۱۲ دی ۱۳۸۶ با شمارهٔ ثبت ۲۰۴۲۱ به‌عنوان یکی از آثار ملی ایران به ثبت رسیده است.

## مراسم
مراسم عید نوروز جشن سده و روز آبانگان، همانند سایر نقاط ایران برگزار می‌شود. روز سلطان، دروزه، ۴۵ نوروز و بنجک از جمله مراسم ویژه فصل بهار است و مراسم شب یلدا با رسوم یوله چله، قصه چله و سیومو برگزار می‌شود. اجرای ترانه‌های عاشیقی به زبان آذری، به ویژه در مراسم عروسی روستا متداول است. سرنا و دهل سازهای محلی این روستاست که در اجرای برخی آوازها و رقص‌های محلی نواخته می‌شوند.

## صنایع دستی
صنایع دستی روستای گیلوان، مشتمل بر بافت انواع گلیم، جاجیم، جوراب و شال است.

## پوشاک
پوشاک غالب مردم روستای گیلوان، لباس‌های محلی مشابه لباس‌های تالشی است. مردان از کلاه، شلوار، پیراهن جلو بسته با یقه هفت یا بسته، نیمه تنه یا جلیقه پشمی، شال و دستکش (در فصول سرد سال) استفاده می‌کنند.
زنان روستا مانند زنان تالشی لباس می‌پوشند که شامل پیراهن بلند با دامن پرچین، جلیقه با رنگ تیره، پیژامه طرح‌دار و روسری‌های رنگی و منقش می‌باشد. استفاده از پارچه‌های رنگی و روشن، ویژگی پوشاک زنان روستا است. کودکان روستای گیلوان نیز از پوشاک محلی و معمولی استفاده می‌کنند.

## غذاهای محلی
از انواع غذاهای محلی روستا می‌توان به آبگوشت شوربا، آبگوشت قورمه، انواع آش مانند ترش آش و آش رشته و واویشکا انواع غذاهای همراه با برنج و ماهی اشاره کرد.

## دسترسی
این روستا از طریق شهر خلخال – ماسال – ماسوله – درام – زنجان با جاده‌ای مناسب و زیبا قابل دسترسی است.